# Kraiburg am Inn
Kraiburg am Inn (eller: Kraiburg a.Inn) er en købstad (markt) i Landkreis Mühldorf am Inn i den østlige del af regierungsbezirk Oberbayern i den tyske delstat Bayern. Den er hjemsted for Verwaltungsgemeinschaft Kraiburg am Inn som yderligere består af kommunerne Jettenbach og Taufkirchen.

## Geografi
Kraiburg am Inn ligger i region Sydøstoberbayern i Bayerisches Alpenvorland på den sydlige side af floden Inn, omkring 23 km nordøst for Wasserburg, 22 km nordvest for Trostberg, 73 km øst for München og 14 km fra Mühldorf. Den nærmeste banegård ligger i nabobyen Waldkraiburg, på jernbanelinjen Mühldorf-Rosenheim.
Ud over Kraiburg, ligger i kommunen landsbyerne Guttenburg og Maximilian.

### Nabokommuner
- Waldkraiburg
- Oberneukirchen
- Taufkirchen
- Jettenbach